# Kamila
Kamila, Kamilla – żeński odpowiednik imienia Kamil, pochodzenia łacińskiego.  
Wśród imion nadawanych nowo narodzonym dzieciom, Kamila w 2009 r. zajmowała 41. miejsce w grupie imion żeńskich. W 2001 roku imię z podwójnym L nosiło 4107 osób, z pojedynczym – 90 900. Forma Kamilla budzi wątpliwości normatywistów; jest notowana w Nowym Słowniku poprawnej polszczyzny pod redakcją Andrzeja Markowskiego, z zastrzeżeniem, że jest to forma niezalecana. Jednocześnie Rada Języka Polskiego odnotowała tę formę w aneksie do listy pn. Obowiązujący wykaz imion jako zgodną z zasadami ortograficznymi polszczyzny. Obecnie Rada Języka Polskiego nie wydaje już obowiązujących wykazów imion. 
W innych językach:
- wł. Camilla
- ang. Camille
- biał. Kamilia
- czes. Kamila
- fr. Camille
- lit. Kamilè
- niem. Camilla
- arab. Kamila
- jap. Kamiira

Kamila imieniny obchodzi 3 marca, 31 maja, w dzień wspomnienia św. Kamili Baptysty Varano i 16 września.

## Osoby o tym imieniu
- św. Kamila Baptysta Varano – włoska klaryska i święta katolicka
- św. Kamila z Carcassonne – francuska święta katolicka, lokalnie czczona w Tuluzie
- św. Kamila z Auxerre[7] – (zm. 457) francuska święta katolicka, uczennica św. Germana, biskupa Auxerre
- Kamilla Baar – polska aktorka
- Camilla Belle – amerykańska aktorka
- Camila Cabello – amerykańska piosenkarka
- Kamila (Camilla Parker Bowles) – królowa Wielkiej Brytanii, obecna żona króla Karola III
- Kamila Chudzik – polska lekkoatletka
- Kamila Gasiuk-Pihowicz – posłanka
- Camille Gottlieb – córka księżniczki Monako Stefanii
- Kamila Kamińska – polska aktorka
- Camilla Läckberg – szwedzka pisarka
- Kamila Lićwinko – polska lekkoatletka
- Camille Muffat – francuska pływaczka
- Camille Pin – francuska tenisistka
- Camille Rast – szwajcarska narciarka alpejska
- Kamila Skolimowska – polska lekkoatletka
- Kamiła Walijewa – rosyjska łyżwiarka figurowa

## Kamila w literaturze i sztuce
- Kamilla, bohaterka Eneidy Wergiliusza – dziewczyna biegająca tak szybko, że mknąc przez taflę wody unosiła się nad nią, a nie moczyła w niej stóp.
- Kamila Zagartowska – bohaterka powieści Kollokacja J. Korzeniowskiego (1847)
- Kamilla – bohaterka dramatu Nie igra się z miłością A. de Musseta (1834)
- Kamilla – bohaterka sztuki S. Dobrzańskiego Żołnierz królowej Madagaskaru (1879)
- Kamila – powieść Ewy Barańskiej

- Camila Torres – bohaterka serialu Violetta